# Philosina alba
Philosina alba is een libellensoort uit de familie van de Megapodagrionidae (Vlakvleugeljuffers), onderorde juffers (Zygoptera).
De soort staat op de Rode Lijst van de IUCN als kwetsbaar, beoordelingsjaar 2010.
De wetenschappelijke naam van de soort is voor het eerst geldig gepubliceerd in 1999 door Wilson.